# UFC 94
UFC 94: St-Pierre vs. Penn 2 fue un evento de artes marciales mixtas celebrado por Ultimate Fighting Championship el 31 de enero de 2009 en el MGM Grand Garden Arena, en Las Vegas, Nevada.

## Historia
El evento principal contó con el campeón wélter de UFC, Georges St-Pierre, quien defendió su título ante el campeón ligero de UFC y excampeón wélter B.J. Penn. Esta fue la primera vez en la que dos campeones reinantes compitieron entre sí en el UFC. El evento fue ampliamente publicitado, así como la introducción de UFC Primetime. 
El evento coprincipal de la noche fue un combate entre los dos pesos semipesados invictos (13-0), Lyoto Machida y Thiago Silva.

## Resultados
1. ↑  Por el campeonato de peso wélter de UFC.
2. ↑  Parisyan derrotó originalmente a Kim por decisión dividida. Parisyan dio positivo por analgésicos prohibidos después de la pelea y la NSAC descartó la pelea sin decisión.

## Premios extra
Cada peleador recibió un bono de $65,000.
- Pelea de la Noche: Nate Diaz vs. Clay Guida y Chris Wilson vs. John Howard
- KO de la Noche: Lyoto Machida
- Sumisión de la Noche: No hubo sumisiones.